# Miniopterus robustior
Miniopterus robustior је врста слепог миша (Chiroptera) из породице вечерњака (Vespertilionidae).

## Распрострањење
Само Нова Каледонија.

## Станиште
Врста Miniopterus robustior има станиште на копну.

## Угроженост
Ова врста се сматра угроженом.

### Популациони тренд
Популациони тренд је за ову врсту непознат.